# Диделанж
Диделанж (лукс. Diddeleng фр. Dudelange) је град у Луксембургу.

## Географија
Диделанж је општина са градским статусом у јужном Луксембургу. Налази се у Кантону Еш-сур-Алзет и део је Округа Луксембург. Град се налази на граници са Француском.
Простире се на 21.38 км2. Према попису из 2001. године град Диделанж има 17.320 становника. Према процени 2009. има 18.278 становника што га чини трећим најнасељенијим градом у Луксембургу.
Диделанж је важан индустријски град који је израстао из три села и челичане која је отворена 1900. године.

## Демографија
Попис 15. фебруара 2001:
- Укупна популација: 17.320
  - Мушкарци: 8.387
  - Жене: 8.933

| Националност    | Популација | %      |
| --------------- | ---------- | ------ |
| - Луксембуржани | 11.692     | 67,51% |
| - Португалци    | 2.815      | 16,25% |
| - Французи      | 716        | 4,13%  |
| - Италијани     | 883        | 5,10%  |
| - Белгијанци    | 204        | 1,18%  |
| - Немци         | 189        | 1,09%  |
| - Југословени   | 427        | 2,47%  |
| - Остали        | 394        | 2,27%  |

## Познате особе
Један од најзначајнијих грађана Диделанжа је био сликар импресионизма Доминик Ланг (1874-1919).

## Спорт
Диделанж је дом најуспешнијег луксембуршког фудбалског клуба у новијој историји. Ф91 Диделанж је освојио девет националних титула у периоду од 2000 до 2011. године.

## Галерија
- Диферданж
- Црква
- Железничка станица
- Споменик из 1794

## Становништво
| Година       |
| Становништво |
| ------------ |